# OsmAnd
OsmAnd is een Android- en iOS-app waarmee kaarten met wereldwijd een grote dekking bekeken kunnen worden. Osm staat voor OpenStreetMap en And voor Automotive Navigation Data.
De app werd uitgebracht als vrije software. Het kaartmateriaal kan naar keuze worden gedownload en dan offline bekeken worden, of online benaderd worden. Het maakt gebruik van de kaartgegevens op OpenStreetMap voor de primaire weergave. De ontwikkeling van dit project gebeurt op GitHub en het wordt uitgegeven onder de GPLv3-licentie.
De applicatie wordt aangeboden in een kosteloze en een betaalde versie, waarvan de opbrengst wordt gebruikt door de ontwikkelaar om de applicatie verder te ontwikkelen. Op de betaalde versie is er geen limiet wat betreft het afhalen van offline kaartgegevens en daarnaast krijgt de gebruiker toegang tot de Wikipedia-POI's en hun beschrijving vanuit de app.

## Functies
Met OsmAnd kan de gebruiker kaarten bekijken of navigeren, op basis van de vrije en wereldwijd beschikbare OpenStreetMap-data. Alle kaartgegevens kunnen opgeslagen worden op de telefoon of de tablet, zodat het ook beschikbaar is zonder actieve internetverbinding. Als het toestel over gps-functionaliteit beschikt, kan OsmAnd gebruikt worden voor live routebegeleiding met visuele en gesproken ondersteuning, voor auto-, fiets- en wandelnavigatie. De meeste onlinemogelijkheden zijn ook offline beschikbaar.

### Navigatie
- Stemondersteuning waarschuwt wanneer men moet afslaan (met opgenomen en gesynthetiseerde stemmen)
- Optioneel rijvakondersteuning, weergave van straatnamen en schatting van aankomsttijd
- Ondersteuning voor tussenliggende bestemmingen
- Automatische herberekening van de route
- Zoek naar bestemmingen op adres, per type (restaurant, hotel, tankstation, museum) of op basis van geografische coördinaten

### Kaartweergave
- Toont de huidige positie en oriëntatie op de kaart
- Optioneel kan de kaart de bewegingsrichting van de gebruiker of het kompas volgen
- Favoriete bestemmingen kunnen worden opgeslagen
- Toont POI's (points of interest)
- Kan online kaarttegels weergeven
- Kan luchtfoto's van Bing weergeven
- Er kunnen verschillende transparante lagen overheen de kaart worden gelegd. Bijvoorbeeld GPX-sporen[8] of bijkomende kaarten met instelbare transparantie, zoals bushaltes, wandel- en fietsknooppunten en -routes
- Plaatsnamen kunnen naar wens in het Engels, lokaal of fonetisch worden weergegeven

### Kaartgegevens
- Wereldwijd kaartmateriaal van OpenStreetMap, per land of deelgebied
- Wikipedia-POI's (niet in de gratis versie)
- Extra kaartmateriaal afhalen rechtstreeks vanuit de app (downloadlimiet van 10 kaartbestanden in de gratis versie)
- Kaartmateriaal wordt 1-2 keer per maand bijgewerkt
- Kaartformaat wordt in compact vectorformaat opgeslagen
- Keuze tussen volledige kaarten of enkel het wegennetwerk (voorbeeld: heel Japan is 700 MB, of 200 MB voor enkel het wegennetwerk)
- Ook online of gecachete kaarttegels kunnen worden gebruikt

### Veiligheid
- Optie om automatisch worden omgeschakeld van dag- naar nachtmodus
- Optie om aan te geven welke snelheidsbeperking geldt en of de bestuurder deze overschrijdt
- Optie om afhankelijk van de snelheid het zoomniveau in te stellen
- Delen van locatie met andere OsmAND-gebruikers

### Fietsers en voetgangers
- De kaarten bevatten ook kleinere voet- en fietswegen
- Specifieke routing- en display-modi voor fietsers en voetgangers
- Optie om wandelingen te registreren als lokaal GPX-kruimelspoor of online
- Optie om snelheid en hoogte weer te geven
- Toont hoogtelijnen en kan bergflanken schaduw geven (m.b.v. extra plug-in)

### Openbaar vervoer
- Optie om de bus- en tramhaltes te tonen, inclusief welke lijnen er langs rijden

### Feedback versturen naar OpenStreetMap
- Rapporteer fouten en onvolledigheden in het beschikbare kaartmateriaal
- Stuur GPX-kruimelsporen rechtstreeks door naar OSM vanuit de app
- Voeg POI's rechtstreeks toe aan de OSM-kaartgegevens (kan worden uitgesteld tot het apparaat weer verbinding heeft met het internet)
- Optioneel kan het opnemen van het kruimelspoor doorgaan als het apparaat in slaapmodus staat

De broncode van OsmAnd is vrij beschikbaar en wordt actief ontwikkeld.

## Offline gebruik
In tegenstelling tot vele applicaties rond het gebruik van OSM-data, vertrekt OsmAnd vanuit de doelstelling onafhankelijk te zijn van een internetverbinding. Daartoe worden regelmatig bestanden met daarin vectorgegevens voor vele regio's in de wereld gegenereerd, die de gebruiker voor vertrek kan downloaden.